# Potentilla chenteica
Potentilla chenteica är en rosväxtart som beskrevs av Sojak. Potentilla chenteica ingår i Fingerörtssläktet som ingår i familjen rosväxter. Inga underarter finns listade i Catalogue of Life.